# Ixodes dentatus
Ixodes dentatus este o specie de căpușe din genul Ixodes, familia Ixodidae, descrisă de George Marx în anul 1899. Conform Catalogue of Life specia Ixodes dentatus nu are subspecii cunoscute.